# Tibouchina naudiniana
Tibouchina naudiniana là một loài thực vật có hoa trong họ Mua. Loài này được (Decne.) Cogn. miêu tả khoa học đầu tiên năm 1891.